# Sager & Woerner
Sager & Woerner war ein seit 1898 bestehendes, international tätiges deutsches Bauunternehmen und bis 1980 (Fusion mit Heilmann & Littmann Bau AG zur Heilit+Woerner Bau-AG, später Walter Bau AG) mehrheitlich im Besitz der Familie Woerner.

## Geschichte
Das Unternehmen wurde 1898 von dem seit 1864 in München selbstständig als Ingenieur und Bauunternehmer tätigen Baurat Michael Sager (1825–1898) sowie den Brüdern Franz Woerner (1859–1937) und Roman Woerner (1857–1932), die als Steinmetze und Bauunternehmer in Aschaffenburg tätig waren, gegründet. Zunächst bestand es in der Rechtsform einer offenen Handelsgesellschaft, später als Kommanditgesellschaft (KG). Es errichtete bereits vor dem Ersten Weltkrieg Bauten im In- und Ausland. Besondere Erwähnung fanden zeitgenössisch vor allem die Prinzregentenbrücke, die Corneliusbrücke, die Wittelsbacherbrücke, die Reichenbachbrücke und die Bogenhausener Brücke in München als weitgespannte massive Bogenbrückenkonstruktionen, sowie die zusammen mit der Bauunternehmung Philipp Holzmann ausgeführten Hafenanlagen in Tanger und Larache, Marokko. Zu den Projekten im Bereich des Wasserbaus gehörte auch die im Frühjahr 1902 begonnene Tieferlegung des Chiemsees, eine Absenkung des Seespiegels um 70 cm.
Michael Sager war zugleich Mitbesitzer des Bauunternehmens Hügel und Sager, das zwischen 1868 und 1888 zahlreiche Eisenbahnlinien in Europa neu anlegen konnte (Österreich-Ungarn und Bosnien).
Zwischen den Weltkriegen war die Firma am Ausbau des deutschen Straßennetzes, insbesondere der Autobahnen beteiligt und entwickelte hierzu die noch heute gebräuchliche Gummiradwalze und als Oberflächenmaterial den Gussasphalt. Fritz Todt, schon damals Mitglied der NSDAP und unter Hitler ab 1933 Generalinspekteur für das Straßenwesen, war von 1925 bis 1933 Technischer Leiter der Bauunternehmung Sager & Woerner. 1927 schlug das Unternehmen unter seiner Leitung vor, eine Autobahn von München zum Würmsee zu bauen.
Ab 1938 erhielten Sager & Wörner Aufträge über die Organisation Todt, dazu gehörten: Projekte wie der Atlantikwall u. a. in Dänemark und Verteidigungsanlagen auf den Kanalinseln.
Nach dem 8. Mai 1945 wuchs die Bauunternehmung zu einer bedeutenden Bau-Personengesellschaften in der Bundesrepublik heran (1980 mit ca. 4000 Beschäftigten) und war weiterhin im Wesentlichen im Straßen-, Tief- und Ingenieurbau tätig. Im Jahr 1980 fusionierte das Unternehmen Sager & Woerner mit der Schörghuber-Gruppe sowie der Heilmann & Littmann Bau-AG zur Heilit + Woerner Bau-AG und galt damit nicht mehr existent. Heilit+Wörner wurde 1988 durch die Walter Thosti Boswau (WTB) übernommen und 2000 zur Walter Bau fusioniert. Diese Firma war 2005 insolvent. Nach der Insolvenz der Walter Bau wurde die Walter-Heilit Verkehrswegebau GmbH von der Strabag übernommen und in Heilit+Woerner Bau GmbH umbenannt. Ende 2014 wurde der Firmenname in STRABAG Großprojekte GmbH geändert.

## Ausstellung
- 2013: Von Aschaffenburg in die weite Welt, Schönborner Hof, Aschaffenburg.[5]